# Ischnoptera darlingtoni
Ischnoptera darlingtoni är en kackerlacksart som beskrevs av Gurney 1942. Ischnoptera darlingtoni ingår i släktet Ischnoptera och familjen småkackerlackor.
Artens utbredningsområde är Kuba. Inga underarter finns listade i Catalogue of Life.